# アイサ属
アイサ属（アイサぞく、学名 Mergus）は、鳥綱カモ目カモ科に属する属。
学名は、ラテン語でmergus（水鳥）の由来。
この属に含まれる鳥、またはこれにミコアイサ、オウギアイサを加えた鳥の総称をアイサ（秋沙）という。

## 分布
ヨーロッパ、アジア、アメリカ州

## 分類
以下の分類・英名は、HBW and BirdLife International Illustrated Checklist of the Birds of the Worldに従う。和名は、黒田長久（1980年）による。
- Mergus merganser カワアイサ Goosander LC IUCN
- Mergus squamatus コウライアイサ Scaly-sided merganser EN IUCN
- Mergus serrator ウミアイサ Red-breasted merganser LC IUCN
- Mergus octosetaceus クロアイサ Brazilian merganser CR IUCN
- †Mergus australis オークランドアイサ Auckland merganser EX IUCN （ニュージーランド[8]）
- †Mergus milleneri Chatham Island merganser（チャタム島[8]）

## 画像

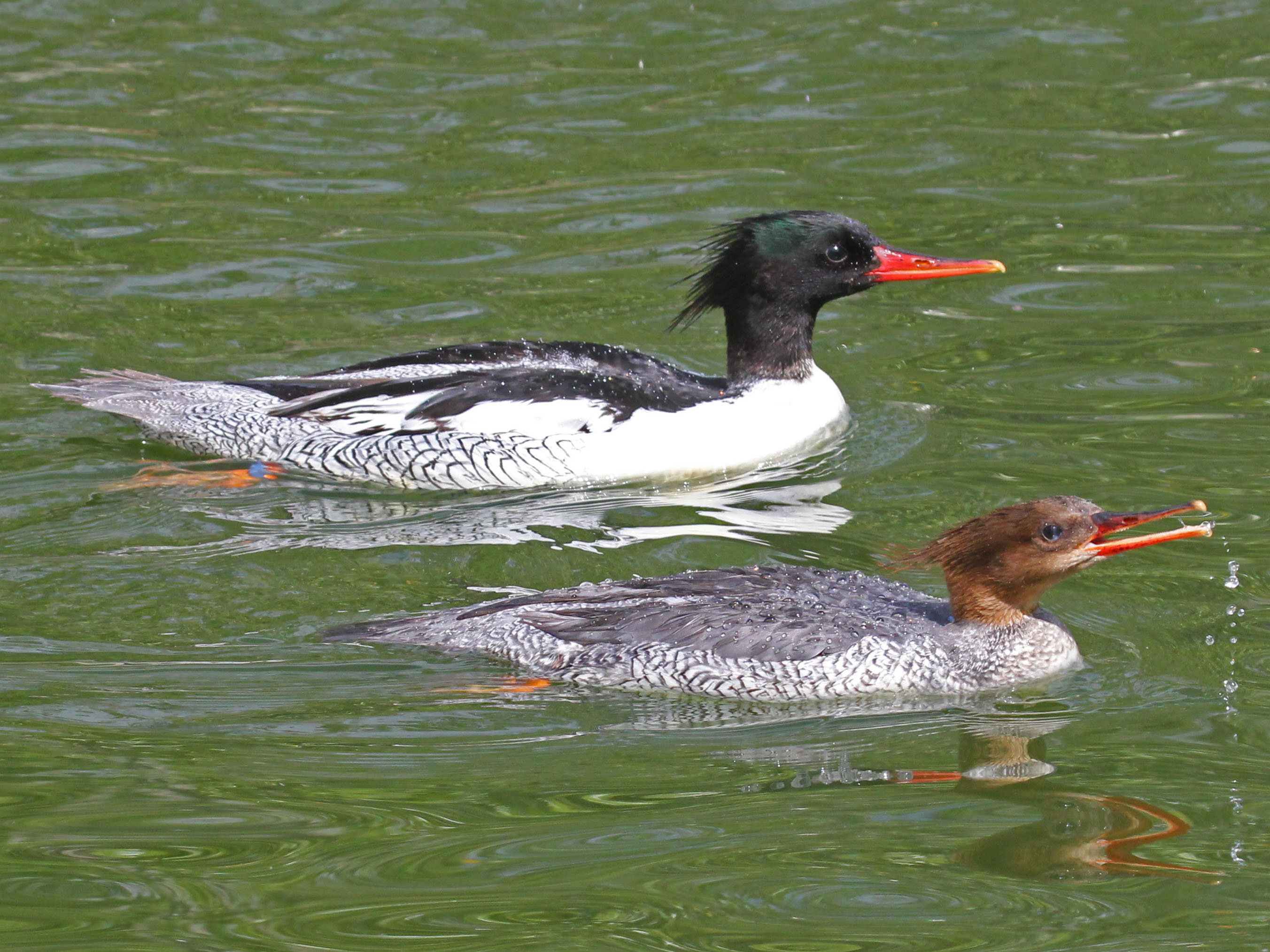
コウライアイサ M. squamatus
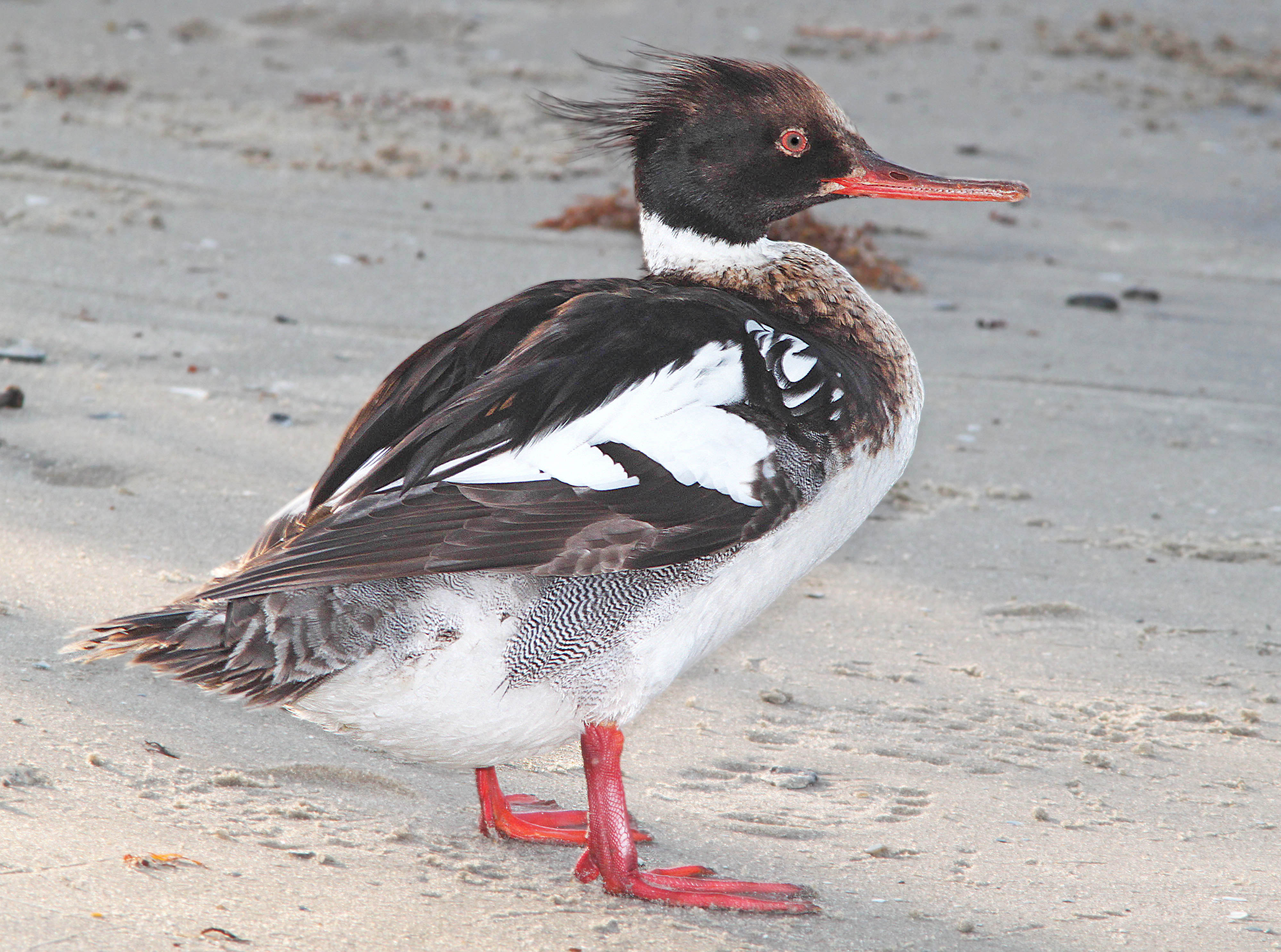
ウミアイサ M. serrator
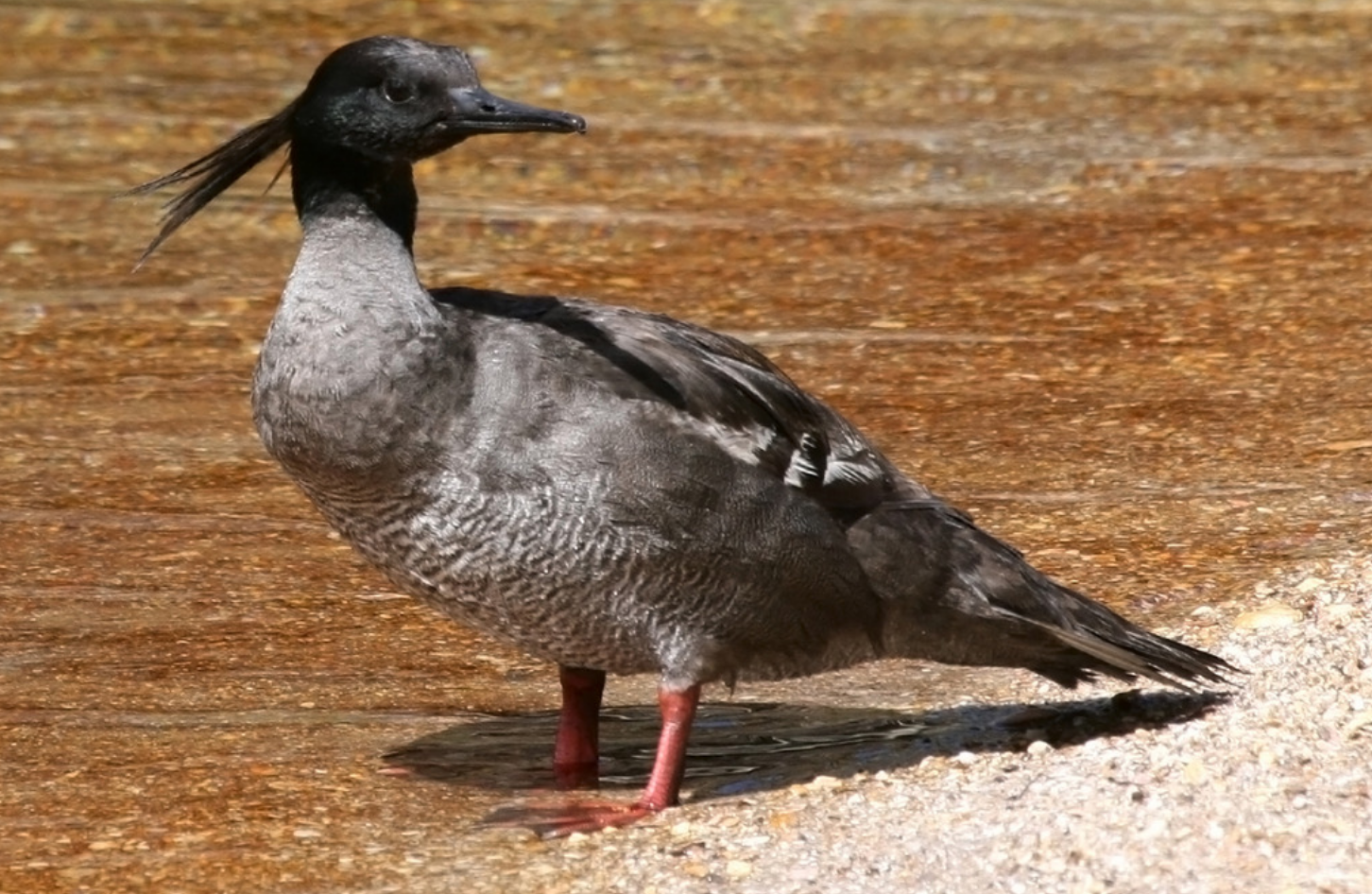
クロアイサ M. octosetaceus